# Talent (Oregon)
Talent – miasto w Stanach Zjednoczonych, w stanie Oregon, w hrabstwie Jackson.